# Йозеф Слоуп-Штаплік
Йозеф Слоуп-Штаплік (чеськ. Josef Sloup-Štaplík, 19 грудня 1897, Плзень — 30 листопада 1951) — чехословацький футболіст, що грав на позиції воротаря. По завершенні ігрової кар'єри — тренер.
Був гравцем і тренером клубу «Славія», також грав за національну збірну Чехословаччини.
Триразовий чемпіон Чехословаччини.

## Клубна кар'єра
У дорослому футболі дебютував 1923 року виступами за команду клубу «Славія», кольори якої і захищав протягом усієї своєї кар'єри гравця, що тривала вісім років. 1925 року у складі празької команди став переможцем першого розіграшу професійної першості Чехословаччини. Згодом ще двічі виборював титул чемпіона Чехословаччини.
Загалом у складі «Славії» провів 153 матчі.

## Виступи за збірну
1924 року дебютував в офіційних матчах у складі національної збірної Чехословаччини грою проти збірної Туреччини в рамках футбольного турніру на Олімпійських іграх 1924 року в Парижі. Протягом кар'єри у національній команді, яка тривала 7 років, провів у формі головної команди країни 16 матчів.

## Кар'єра тренера
Завершивши ігрову кар'єру 1930 року, залишився у «Славія», на наступні три роки ставши головним тренером команди, змінивши на цій посаді шотландця Джона Вільяма Маддена, що на той час пропрацював у Празі протягом чверті століття.
Помер 30 листопада 1951 року на 54-му році життя.

## Титули і досягнення
- Чемпіон Чехословаччини (3):

«Славія»: 1925, 1928-1929, 1929-1930